# Staatskapitalisme
Staatskapitalisme is een economisch stelsel waarin de staatsbureaucratie de heersende kapitaalhouder is. Het verschilt met het vrijemarktkapitalisme (waar het kapitaal in handen is van de particuliere ondernemers) en van het communisme zoals Karl Marx dat schetste (waarin alle arbeiders gezamenlijk over het kapitaal heersten). Vaak worden de Sovjet-Unie, China en andere communistische landen 'staatskapitalistisch' genoemd, maar ook Westerse landen zouden volgens de theorie van het staatskapitalisme in beperkte mate staatskapitalistisch genoemd kunnen worden.

## Ontstaan van de theorie
In de twintigste eeuw zochten linkse revolutionairen naar een verklaring voor het bestaan van bureaucratisch geleide communistische landen (ook wel 'stalinistisch' genoemd), en naar een verklaring waarom communistische staten onderling concurreren. Men debatteerde vooral over de vraag of deze landen wel 'arbeidersstaten' waren. Het debat hierover gaat terug op discussies in de jaren 1920 bij de Linkse Oppositie, maar kreeg een sterke impuls toen Joegoslavië na de Tweede Wereldoorlog afstand nam van de Sovjet-Unie en enkele jaren later China in botsing kwam met de Sovjet-Unie. De theorie van het staatkapitalisme kwam uit dat debat voort.
Een van de belangrijkste vertegenwoordigers van de theorie van het staatskapitalisme was Tony Cliff, die de theorie uiteenzette in zijn boek The Nature of Stalinist Russia (1948). Volgens hem was de Sovjet-Unie kapitalistisch, net als het Westen, maar dan zonder een vrije markt. Voor hem betekende de val van De Muur in 1989-91 dat de ene vorm van kapitalisme overging in de andere vorm. Omdat er dus geen sprake zou zijn van socialisme, kon daarom ook niet gezegd worden dat het socialisme verloren had. Sterker nog, zo schreef Cliff, de val van De Muur was juist een blijk van de kracht van 'de arbeidersklasse' die met massaopstanden de dictatoriale regimes in Roemenië, Oost-Duitsland en de Sovjet-Unie ten val brachten.
In Nederland hangt de linkse organisatie de Internationale Socialisten deze theorie aan. De wereldwijde International Socialist Tendency (IST) waartoe ze behoren voerde daarom jarenlang de leuze "Noch Washington, noch Moskou, maar arbeidersmacht!". Ook de linkse Amerikaanse wetenschapper Noam Chomsky duidt de communistische landen als staatskapitalistisch.

## Kritiek
Vroege tegenstanders van de theorie waren Ernest Mandel en Ted Grant die, net als Nikolaj Boecharin en Tony Cliff, linkse revolutionairen waren. Zij stelden dat de stalinistische economieën in essentie planeconomieën waren waar de wetten van de kapitalistische vrije markt niet opereerden. Dat zou blijken uit de diverse verworvenheden zoals gratis onderwijs en openbaar vervoer, en het recht op werk. Daarmee kwalificeerde het stalinisme zich volgens hen als een 'arbeidersstaat', al ging dat gepaard met een brute dictatuur. Ze noemden het daarom 'gedegenereerde (ofwel afgetakelde) arbeidersstaat'. Feitelijk was het een genationaliseerde economie maar dan zonder Trotski's arbeidersdemocratie. Het stalinisme was volgens hen een maatschappijvorm die was blijven steken tussen kapitalisme (wat ook geen arbeidersdemocratie is) en socialisme (dat arbeiders dezelfde verworvenheden zou garanderen), en die uiteindelijk na de val van De Muur terugviel in het kapitalisme, waarbij alle verworvenheden werden afgebroken.
In Nederland propageert onder andere Offensief de theorie van de gedegenereerde arbeidersstaat.

## Trotski
De antistalinistische revolutionair Leon Trotski beschouwde stalinistische staten als gedegenereerde arbeidersstaten. De aanhangers van Mandel en Grant zien dat ook zo en ondersteunen hun visie met dezelfde argumenten. De aanhangers van Cliff stellen daar tegenover dat Trotski in de laatste jaren van zijn leven ook twijfels toonde en tegenstrijdigheden schreef over de Sovjet-Unie. De consensus onder revolutionairen is echter dat marxisme geen scholastische boekenoefening is maar dat men zijn argumenten bewijst in de activistische praktijk - een principe waar Trotski zelf vaak op wees.

## Staatseigendom onder het kapitalisme
Voor bedrijven in staatseigendom onder een kapitalistisch bestel wordt soms ook de term "staatskapitalisme" gebruikt.
Een andere definitie van staatskapitalisme is het bestaan van een zodanig nauwe relatie tussen overheid en privékapitaal dat de particuliere kapitalisten produceren voor een gegarandeerde markt.
Een voorbeeld hiervan is het militair-industrieel complex waarin autonome ondernemingen produceren voor de staat en niet onderhevig zijn aan de grilligheden van de vrije markt. Velen, waaronder Cliff, zien deze vorm van kapitalisme als een van de kleuren in een continu spectrum dat de moderne economie karakteriseert; met volledige vrijemarkteconomie in het ene uiterste, en volledig staatskapitalisme (zoals in de Sovjet-Unie) in het andere uiterste. De Chinese economie van vandaag, waarin privaatkapitaal onder strikte staatsvoorwaarden wordt toegestaan en dat sinds 1997 het gezag voert over de internationale handelsstad Hongkong, schuift langzaam van het ene uiterste van dit continue spectrum naar het midden.
Zowel de strikte als de continue definitie van staatskapitalisme speelden een rol in het debat. Aan het begin van de twintigste eeuw zette Nikolaj Boecharin in zijn boek Imperialisme en de Wereldeconomie het idee uiteen dat ontwikkelde 'imperialistische' landen voorbeelden waren van deze laatste definitie, en bestudeerde (en verwierp) de mogelijkheid dat zij zich tot volledig staatskapitalisme zouden ontwikkelen.

## Voetnoten
1. ↑  State Capitalism in Russia, Tony Cliff (1955) - vertegenwoordiger van de theorie
2. ↑  The Theory of "State Capitalism", Ernest Mandel (1951) - tegenstander van de theorie
3. ↑  Trotskyism after Trotsky, Tony Cliff (1999) - onder andere over Trotski's (vermeende) tegenstrijdige definitie van 'arbeidersstaat'
4. ↑  Ian Bremmer "State capitalism comes of age - The end of the free market?", in Foreign Affairs, mei/juni 2009 + online samenvatting
5. ↑  Imperialism and World Economy, Nikolaj Boecharin (1917) - over vormen van staatskapitalisme